# Enemies of Reality
 (janvier 2018).
Albums de Nevermore
Dead Heart in a Dead World
(2000) This Godless Endeavor
(2005)
Enemies of Reality est le cinquième album du groupe de heavy metal américain Nevermore, sorti en 2003 par Century Media Records.
En raison de la réception mitigée de la production de l'album par Kelly Gray (en), il est remixé et remasterisé par Andy Sneap, producteur et ingénieur du son britannique, pour sa réédition en 2005.

## Liste des titres
Toutes les chansons sont écrites et composées par Warrel Dane et Jeff Loomis.
| 1.    | Enemies of Reality             | 5:11 |
| 2.    | Ambivalent                     | 4:12 |
| 3.    | Never Purify                   | 4:04 |
| 4.    | Tomorrow Turned Into Yesterday | 4:35 |
| 5.    | I, Voyager                     | 5:49 |
| 6.    | Create the Infinite            | 3:39 |
| 7.    | Who Decides                    | 4:15 |
| 8.    | Noumenon                       | 4:37 |
| 9.    | Seed Awakening                 | 4:30 |
| 40:53 |                                |      |

| Titres bonus - Édition Japon (Century Media, 22 octobre 2003) | Titres bonus - Édition Japon (Century Media, 22 octobre 2003) | Titres bonus - Édition Japon (Century Media, 22 octobre 2003) | Titres bonus - Édition Japon (Century Media, 22 octobre 2003) | Titres bonus - Édition Japon (Century Media, 22 octobre 2003) | Titres bonus - Édition Japon (Century Media, 22 octobre 2003) | Titres bonus - Édition Japon (Century Media, 22 octobre 2003) | Titres bonus - Édition Japon (Century Media, 22 octobre 2003) | Titres bonus - Édition Japon (Century Media, 22 octobre 2003) | Titres bonus - Édition Japon (Century Media, 22 octobre 2003) |
| No                                                            | Titre                                                         | Durée                                                         |                                                               |                                                               |                                                               |                                                               |                                                               |                                                               |                                                               |
| ------------------------------------------------------------- | ------------------------------------------------------------- | ------------------------------------------------------------- | ------------------------------------------------------------- | ------------------------------------------------------------- | ------------------------------------------------------------- | ------------------------------------------------------------- | ------------------------------------------------------------- | ------------------------------------------------------------- | ------------------------------------------------------------- |
| 10.                                                           | All the Cowards Hide                                          | 5:55                                                          |                                                               |                                                               |                                                               |                                                               |                                                               |                                                               |                                                               |
| 11.                                                           | Chances Three                                                 | 2:45                                                          |                                                               |                                                               |                                                               |                                                               |                                                               |                                                               |                                                               |
| 49:28                                                         |                                                               |                                                               |                                                               |                                                               |                                                               |                                                               |                                                               |                                                               |                                                               |

| Disque DVD-vidéo bonus - Édition limitée Europe (Century Media, 28 juillet 2003) | Disque DVD-vidéo bonus - Édition limitée Europe (Century Media, 28 juillet 2003) | Disque DVD-vidéo bonus - Édition limitée Europe (Century Media, 28 juillet 2003) | Disque DVD-vidéo bonus - Édition limitée Europe (Century Media, 28 juillet 2003) | Disque DVD-vidéo bonus - Édition limitée Europe (Century Media, 28 juillet 2003) | Disque DVD-vidéo bonus - Édition limitée Europe (Century Media, 28 juillet 2003) | Disque DVD-vidéo bonus - Édition limitée Europe (Century Media, 28 juillet 2003) | Disque DVD-vidéo bonus - Édition limitée Europe (Century Media, 28 juillet 2003) | Disque DVD-vidéo bonus - Édition limitée Europe (Century Media, 28 juillet 2003) | Disque DVD-vidéo bonus - Édition limitée Europe (Century Media, 28 juillet 2003) |
| No                                                                               | Titre                                                                            | Durée                                                                            |                                                                                  |                                                                                  |                                                                                  |                                                                                  |                                                                                  |                                                                                  |                                                                                  |
| -------------------------------------------------------------------------------- | -------------------------------------------------------------------------------- | -------------------------------------------------------------------------------- | -------------------------------------------------------------------------------- | -------------------------------------------------------------------------------- | -------------------------------------------------------------------------------- | -------------------------------------------------------------------------------- | -------------------------------------------------------------------------------- | -------------------------------------------------------------------------------- | -------------------------------------------------------------------------------- |
| 1.                                                                               | Believe in Nothing (Vidéo clip)                                                  | 3:48                                                                             |                                                                                  |                                                                                  |                                                                                  |                                                                                  |                                                                                  |                                                                                  |                                                                                  |
| 2.                                                                               | Next in Line (Vidéo clip)                                                        | 3:55                                                                             |                                                                                  |                                                                                  |                                                                                  |                                                                                  |                                                                                  |                                                                                  |                                                                                  |
| 3.                                                                               | What Tomorrow Knows (Vidéo clip)                                                 | 4:34                                                                             |                                                                                  |                                                                                  |                                                                                  |                                                                                  |                                                                                  |                                                                                  |                                                                                  |
| 4.                                                                               | Engines of Hate (Live USA 2001)                                                  | 5:10                                                                             |                                                                                  |                                                                                  |                                                                                  |                                                                                  |                                                                                  |                                                                                  |                                                                                  |
| 5.                                                                               | Beyond Within (Live USA 2001)                                                    | 5:40                                                                             |                                                                                  |                                                                                  |                                                                                  |                                                                                  |                                                                                  |                                                                                  |                                                                                  |
| 23:07                                                                            |                                                                                  |                                                                                  |                                                                                  |                                                                                  |                                                                                  |                                                                                  |                                                                                  |                                                                                  |                                                                                  |

| Vidéos bonus - Réédition enhanced remastérisée (Century Media, mars 2005) | Vidéos bonus - Réédition enhanced remastérisée (Century Media, mars 2005)                                         | Vidéos bonus - Réédition enhanced remastérisée (Century Media, mars 2005) | Vidéos bonus - Réédition enhanced remastérisée (Century Media, mars 2005) | Vidéos bonus - Réédition enhanced remastérisée (Century Media, mars 2005) | Vidéos bonus - Réédition enhanced remastérisée (Century Media, mars 2005) | Vidéos bonus - Réédition enhanced remastérisée (Century Media, mars 2005) | Vidéos bonus - Réédition enhanced remastérisée (Century Media, mars 2005) | Vidéos bonus - Réédition enhanced remastérisée (Century Media, mars 2005) | Vidéos bonus - Réédition enhanced remastérisée (Century Media, mars 2005) |
| No                                                                        | Titre | Durée                                                                     |                                                                           |                                                                           |                                                                           |                                                                           |                                                                           |                                                                           |                                                                           |
| ------------------------------------------------------------------------- | --- | ------------------------------------------------------------------------- | ------------------------------------------------------------------------- | ------------------------------------------------------------------------- | ------------------------------------------------------------------------- | ------------------------------------------------------------------------- | ------------------------------------------------------------------------- | ------------------------------------------------------------------------- | ------------------------------------------------------------------------- |
| 12.                                                                       | Enemies of Reality (Producteur, réalisateur : Zach Merck)                                                         | 3:57                                                                      |                                                                           |                                                                           |                                                                           |                                                                           |                                                                           |                                                                           |                                                                           |
| 13.                                                                       | I, Voyager (Producteur, réalisateur : Kevin Leonard)                                                              | 4:42                                                                      |                                                                           |                                                                           |                                                                           |                                                                           |                                                                           |                                                                           |                                                                           |
| 14.                                                                       | Enemies of Reality (Live Wacken 2004) (Producteur délégué : Lars Ratz - Mixage, mastering : Christian Jungebluth) | 4:49                                                                      |                                                                           |                                                                           |                                                                           |                                                                           |                                                                           |                                                                           |                                                                           |
| 54:23                                                                     | |                                                                           |                                                                           |                                                                           |                                                                           |                                                                           |                                                                           |                                                                           |                                                                           |

## Crédits
| - Warrel Dane : chant - Jeff Loomis : guitare - Jim Sheppard : basse - Van Williams : batterie | - Production, ingénierie, mixage : Kelly Gray (en) - Mastering : Eddy Schreyer - Ingénierie (assistant) : Carl Peterson - Remix, remastering (réédition remastérisée) : Andy Sneap - Photographie : Karen Mason - Artwork : Travis Smith |